# Guy Francis Laking
Guy Francis Laking (21 octobre 1875 – 22 novembre 1919 à Londres) est un historien d'art britannique et le premier conservateur du musée de Londres (London Museum).

## Biographie
Laking est le fils unique de Francis Laking, élevé au rang de baronnet en 1902, médecin ordinaire du roi Édouard VII, et de sa femme Emma Ann Mansell.
Il fait ses études à Westminster School, et montre son intérêt pour les armes anciennes dès son plus jeune âge, comme le montre son essai The Sword of Joan of Arc, écrit à l'âge de dix ans. En 1891, il rencontre le baron de Cosson, considéré à l'époque comme le meilleur expert en armes et armures anciennes, une rencontre qui influence sa carrière.
Plus tard, il entre chez Christie's comme expert. Son premier travail est le catalogue de vente de la collection Zschille, vendue en janvier 1897. Il réalise alors les catalogues des collections d'armes de Gurney, Spiller, Breadalbane, Kennedy and North.
En 1900, il est appelé par le gouverneur de Malte, Lord Grenfell, pour réaliser le catalogue des antiquités locales, paru sous le titre The Armoury of The Knights of St. John of Jerusalem. En décembre 1901, il est nommé Member (quatrième classe) du Royal Victorian Order (MVO), et en janvier 1902 le roi Édouard VII crée pour lui le poste de « Keeper » (conservateur) de la King's Armoury à Windsor.[réf. nécessaire] En même temps, il est Inspecteur de l'Armurerie de la Wallace Collection, et devient en 1911 le premier « Keeper » (conservateur) du musée de Londres, où il a la charge d'acquérir, de cataloguer et d'arranger les collections.
Il vit à Londres, Avenue Road, dans sa maison Meyrick Lodge, nommée ainsi en hommage à Samuel Meyrick, le fondateur de l'étude des armures en Angleterre. Il est vice-président de la Meyrick Society, fondée par les collectionneurs et les historiens des armes anciennes.

## Famille
Laking épouse Beatrice Ida Barker (25 septembre 1873 – 23 novembre 1923), dont il a deux enfants, Joan (née en 1900) et Guy Francis William Laking, 3e et dernier baronnet (3 janvier 1904 – 4 août 1930).

## Publications
- The Sword of Joan of Arc (1885)
- The Armoury of The Knights of St. John of Jerusalem (1902)
- The Armoury of Windsor Castle: European Section (1904)
- The Furniture of Windsor Castle (1905)
- The Sèvres Porcelain of Buckingham Palace (1907)
- Catalogue of the European Armour and Arms in the Wallace Collection at Hertford House (1910)
- A Record of European Armour and Arms through Seven Centuries (1919)